# Nemes jegenyefenyő

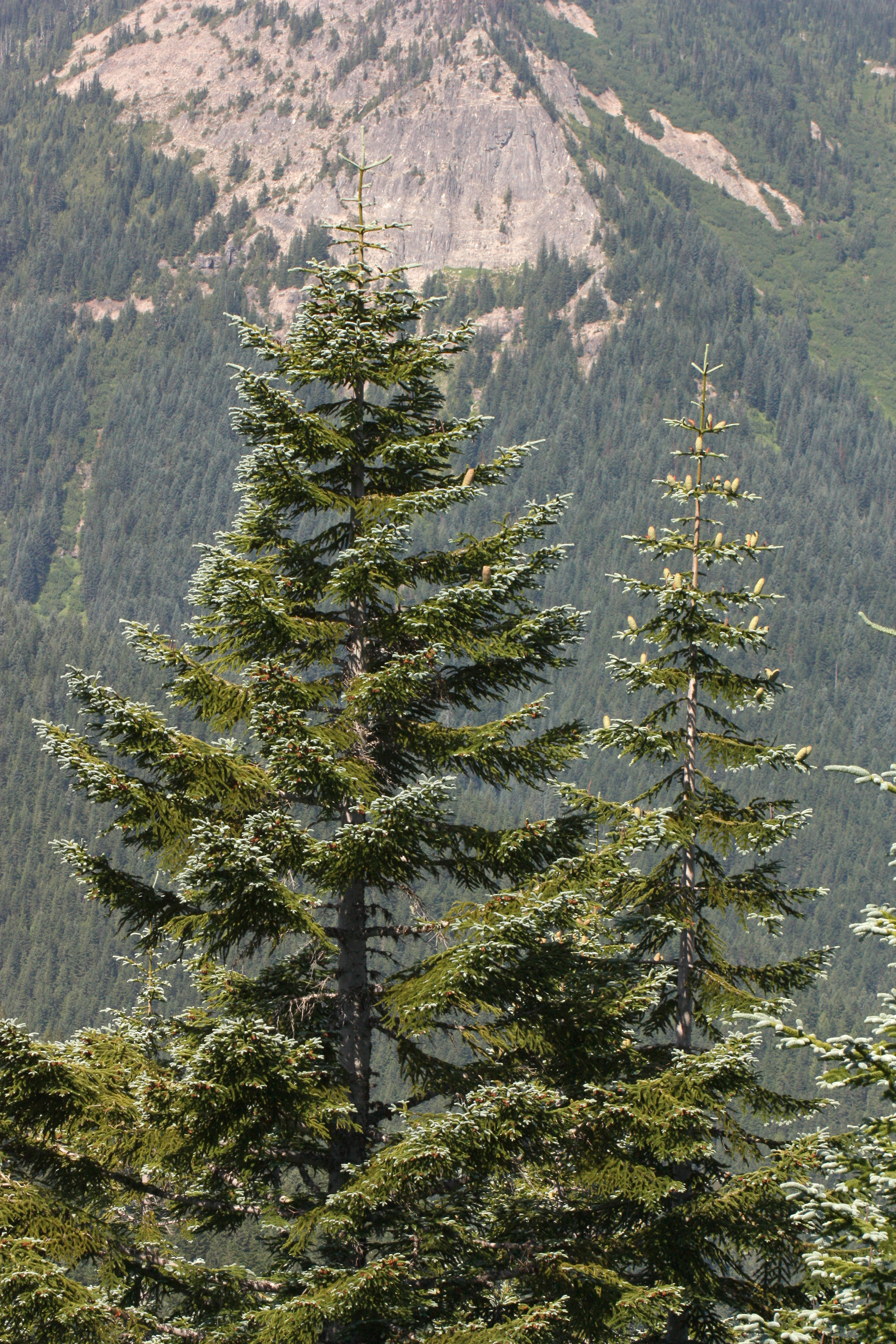
Nemes jegenyefenyő

A nemes jegenyefenyő (Abies procera) dísznövényként Magyarországon is terjedő örökzöld; a jegenyefenyők (Abies) Nobilis fajcsoportjának tagja.

## Származása, elterjedése
A pacifikus–észak-amerikai flóraterületen, az Egyesült Államok nyugati partvidékén honos; elterjedési területe észak felé Kanadába már nem ér át. Magyarországon alig néhány példánya nő; ezek jól fejlődnek.

## Megjelenése
Ez a hazájában hatalmas termetű fa a Kárpát-medencében legfeljebb 20 m magasra nő. Koronája kúpos, törzse a tövétől ágas. Kérgei fiatalon vörös, később sötétbarna, repedezett. Ágai sűrűn állnak, ami koronáját nagyon széppé teszi. Hajtásain finom, rozsdabarna szőrök nőnek.
25–35 mm hosszú, szürkészöld, csaknem hengeres tűlevelei szorosan egymás mellett nőnek a hajtásokon. Felhajlók, a hajtás csúcsán felívelők vagy összehajlók.
Nagy (17–25 cm hosszú), felálló toboza fiatalon világoszöld, éretten vörösesbarna. A kihegyezett csúcsú brakteák visszahajlanak.

## Életmódja
A párás, enyhe éghajlatot kedveli. A tapasztalatok szerint Magyarországon télálló. Ha semleges, mély rétegű talajon, szélvédett helyen sok csapadékot kap, rendkívül mutatós fává fejlődik.

## Felhasználása
Európában csak dísznövényként ismert.
Magoncai karcsúbbak, mint az oltványok, mert utóbbiak később hozzák ki a vezérhajtásukat, és ettől elterebélyesednek.

## Kertészeti változatok

### A. procera 'Argentea'[2]
Vegetatívan, oltványról szaporított változat. Vannak a nemes jegenyefenyőnek ezüstös lombú magoncai is, de azokat nem sorolják ehhez a változathoz.
Lombja kékesszürke. Lassan fejlődik, bár nem annyira, mint a hasonló igényű Abies pinsapo 'Glauca'. Lombja (mint sok más oltványé) fiatal korában alaktalan.